# Polystichum paramoupinense
Polystichum paramoupinense är en träjonväxtart som beskrevs av Ren-Chang Ching. Polystichum paramoupinense ingår i släktet Polystichum och familjen Dryopteridaceae. Inga underarter finns listade.